# Ménfőcsanak megállóhely
Ménfőcsanak megállóhely egy Győr-Moson-Sopron vármegyei vasúti megállóhely, melyet a MÁV üzemeltetett Győr településen. Az alacsony kihasználtságra hivatkozva a vonatok 2019. december 15-étől nem állnak meg a megállóban.
Ménfőcsanak városrész délnyugati szélén helyezkedik el, közúti elérését csak városi fenntartású utak biztosították.

## Vasútvonalak
A megállóhelyet az alábbi vasútvonalak érintik:
- Győr–Celldömölk-vasútvonal

## Kapcsolódó állomások
A megállóhelyhez az alábbi állomások vannak a legközelebb:
- Ménfőcsanak felső megállóhely
- Győrszemere vasútállomás

## Forgalom
Megszüntetése előtt a Győr és Celldömölk között közlekedő személyvonatok álltak itt meg.